# Joseph Mary Marling
Joseph Mary Marling CPpS (* 31. August 1904 in Centralia, West Virginia; † 2. Oktober 1979) war ein US-amerikanischer Ordensgeistlicher und erster Bischof von Jefferson City.

## Leben
Joseph Mary Marling trat der Gemeinschaft der Missionare vom Kostbaren Blut bei und empfing am 21. Februar 1929 er das Sakrament der Priesterweihe.
Papst Pius XII. ernannte ihn am 7. Juni 1947 zum Titularbischof von Thasus und zum Weihbischof in Kansas City. Die Bischofsweihe spendete ihm der Bischof von Kansas City, Edwin Vincent O’Hara, am 6. August desselben Jahres. Mitkonsekratoren waren der Bischof von Lansing, Joseph Henry Albers, und der Bischof von Lafayette in Indiana, John George Bennett. Seinen bischöflichen Wahlspruch fand Joseph Mary Marling im Kolosserbrief (Kol 1,20 ): lateinisch Per Sanguinem Crucis (durch das Blut des Kreuzes).
Am 24. August 1956 ernannte ihn Papst Pius XII. zum ersten Bischof des neugegründeten Bistums Jefferson City. Er war Präsident der National Catholic Rural Life Conference (NCRLC) und Gründungsmitglied der Missouri Catholic Conference.
Bischof Marling nahm an allen vier Sitzungsperioden des Zweiten Vatikanischen Konzils als Konzilsvater teil.
Auf Bitten peruanischer Mitbrüder begann er 1962, Diözesanpriester seines Bistums als Fidei-Donum-Priester nach Peru zu entsenden, insbesondere in Pfarreien des Bistums Puno. Zeitweise waren 10 % des Klerus des Bistums Jefferson City als Missionare in Peru im Einsatz.
Papst Paul VI. nahm am 2. Juli 1969 seinen Verzicht auf das Bistum Jefferson an und ernannte ihn zum Titularbischof von Lesina. Auf den Titularsitz verzichtete er mit Wirkung vom 16. Januar 1976.